# Primera B de Chile 1998
El Campeonato Nacional de Fútbol de la Primera B de 1998 fue el torneo disputado de la segunda categoría del fútbol profesional chileno en el año 1998.
El campeón del torneo fue Cobresal, que logró ascender a la Primera División, en compañía de O'Higgins, que fue el subcampeón y Santiago Morning, que ascendió por la Liguilla de Promoción, tras vencer a Provincial Osorno. 
Este torneo además, fue el último torneo de Regional Atacama, ya que a fines de ese año, una vez consumado su descenso, se confirma su desaparición y a partir del año siguiente, tuvo que ser refundado como Deportes Copiapó, como se conoce en la actualidad. También marca la primera temporada de Unión Española en la segunda categoría del fútbol chileno tras su descenso de la Primera División, en la temporada anterior y el debut en el profesionalismo, de la Universidad de Concepción, que terminó en el 5° lugar de la tabla, por lo que no alcanzó un cupo en la Liguilla de Promoción. 
En el torneo participaron 16 equipos, que jugaron en dos rondas en un sistema de todos-contra-todos.

## Movimientos divisionales
| Pos | a Primera División 1998             |
| --- | ----------------------------------- |
| 1º  | Rangers (Campeón Apertura)          |
| 2º  | Deportes Iquique (Campeón Clausura) |

| Pos | desde Tercera División de Chile 1997 |
| --- | ------------------------------------ |
| 1º  | Universidad de Concepción            |

| Pos | Descendido desde Primera División 1997 |
| --- | -------------------------------------- |
| 1º  | Unión Española                         |
| 2º  | Deportes Antofagasta                   |

| Pos | Descendido a Tercera División de Chile 1998 |
| --- | ------------------------------------------- |
| 1º  | Unión Santa Cruz                            |

## Equipos participantes
| Equipo                    | Ciudad                           |
| ------------------------- | -------------------------------- |
| Cobresal                  | El Salvador                      |
| Deportes Antofagasta      | Antofagasta                      |
| Deportes Arica            | Arica                            |
| Deportes Linares          | Linares                          |
| Deportes Melipilla        | Melipilla                        |
| Deportes Ovalle           | Ovalle                           |
| Everton                   | Viña del Mar                     |
| Fernández Vial            | Concepción                       |
| Magallanes                | San Bernardo, Santiago de Chile  |
| Ñublense                  | Chillán                          |
| O'Higgins                 | Rancagua                         |
| Regional Atacama          | Copiapó                          |
| Santiago Morning          | Recoleta, Santiago de Chile      |
| Unión Española            | Independencia, Santiago de Chile |
| Unión San Felipe          | San Felipe                       |
| Universidad de Concepción | Concepción                       |

|
| Unión Española Magallanes Santiago Morning |

|}

## Tabla final
| Pos | Equipo                    | PJ | PG | PE | PP | GF | GC | Dif | Pts |
| --- | ------------------------- | -- | -- | -- | -- | -- | -- | --- | --- |
| 1   | Cobresal                  | 30 | 19 | 8  | 3  | 79 | 22 | 57  | 65  |
| 2   | O'Higgins                 | 30 | 19 | 2  | 9  | 61 | 39 | 22  | 59  |
| 3   | Santiago Morning          | 30 | 17 | 7  | 6  | 40 | 23 | 17  | 58  |
| 4   | Unión Española            | 30 | 17 | 5  | 8  | 60 | 44 | 16  | 56  |
| 5   | Universidad de Concepción | 30 | 16 | 4  | 10 | 59 | 44 | 15  | 52  |
| 6   | Everton                   | 30 | 14 | 6  | 10 | 43 | 30 | 13  | 48  |
| 7   | Deportes Linares          | 30 | 12 | 8  | 10 | 47 | 52 | -5  | 44  |
| 8   | Deportes Melipilla        | 30 | 10 | 13 | 7  | 42 | 35 | 7   | 43  |
| 9   | Magallanes                | 30 | 10 | 10 | 10 | 37 | 41 | -4  | 40  |
| 10  | Unión San Felipe          | 30 | 11 | 2  | 17 | 40 | 65 | -25 | 35  |
| 11  | Deportes Ovalle           | 30 | 8  | 10 | 12 | 39 | 44 | -5  | 34  |
| 12  | Deportes Antofagasta      | 30 | 6  | 11 | 13 | 30 | 45 | -15 | 29  |
| 13  | Fernández Vial            | 30 | 5  | 12 | 13 | 36 | 53 | -17 | 27  |
| 14  | Deportes Arica            | 30 | 5  | 10 | 15 | 24 | 47 | -23 | 25  |
| 15  | Ñublense                  | 30 | 5  | 8  | 17 | 28 | 54 | -26 | 23  |
| 16  | Regional Atacama          | 30 | 3  | 10 | 17 | 23 | 50 | -27 | 19  |

PJ=Partidos jugados; PG=Partidos ganados; PE=Partidos empatados; PP=Partidos perdidos; GF=Goles a favor; GC=Goles en contra; Dif=Diferencia de gol; Pts=Puntos
|  | Campeón. Asciende a Primera División |
|  | Asciende a Primera División          |
|  | Clasifica a la Liguilla de promoción |
|  | Desciende a Tercera División         |

## Liguilla de Promoción
Clasificaron a la liguilla de promoción los equipos que se ubicaron en 3° y 4° lugar de la Primera B (Santiago Morning y Unión Española), con los equipos que se ubicaron en 14° y 13° lugar de la Primera División (Coquimbo Unido y Provincial Osorno). Se agrupó a los equipos en dos llaves, el 3° de la B con el 14° de Primera y el 4° de la B con el 13° de Primera. El que ganara cada una de las llaves, jugaría en Primera División en 1999. 
Primera llave
| 19 de diciembre de 1998 | Santiago Morning              | 2:0 (1:0) | Provincial Osorno | Santa Laura Universidad-SEK, Santiago |                            |
|                         | Núñez 29' · Ávalos 79' (pen.) |           |                   | Árbitro(s): Eduardo Gamboa            | Árbitro(s): Eduardo Gamboa |

| 22 de diciembre de 1998 | Provincial Osorno | 1:1 (0:0) (Global 1:3) | Santiago Morning | Parque Schott, Osorno  |                        |
|                         | Calabrese 79'     |                        | 87' Gullace      | Árbitro(s): Pablo Pozo | Árbitro(s): Pablo Pozo |

Santiago Morning ascendió a la Primera División y Provincial Osorno descendió a la Primera B, para la temporada 1999.
Segunda llave
| 19 de diciembre de 1998 | Unión Española | 1:6 (1:3) | Coquimbo Unido                                                          | Santa Laura Universidad-SEK, Santiago |                             |
|                         | Ibáñez 2'      |           | 23', 32' De Gregorio · 45', 64' Ortega Sánchez · 52' Caro · 55' Cabello | Árbitro(s): Christian Lemus           | Árbitro(s): Christian Lemus |

| 22 de diciembre de 1998 | Coquimbo Unido    | 1:3 (1:2) (Global 7:4) | Unión Española                  | Francisco Sánchez Rumoroso, Coquimbo |                           |
|                         | Ortega Sánchez 2' |                        | 22' Villán · 43', 89' Gutiérrez | Árbitro(s): Carlos Robles            | Árbitro(s): Carlos Robles |

Coquimbo Unido se mantiene en la Primera División y Unión Española se mantiene en la Primera B, para la temporada 1999.

## Goleadores
| Jugador              | Jugador            | Goles | Equipo                    |
| -------------------- | ------------------ | ----- | ------------------------- |
| Bandera de Argentina | Rubén Dundo        | 19    | Cobresal                  |
| Bandera de Chile     | Mario Nuñez        | 19    | O'Higgins                 |
| Bandera de Chile     | Arturo Norambuena  | 17    | Universidad de Concepción |
| Bandera de Chile     | Wilson Fre         | 16    | Cobresal                  |
| Bandera de Chile     | Luis Cueto         | 14    | Deportes Melipilla        |
| Bandera de Chile     | David Reyes        | 13    | Deportes Linares          |
| Bandera de Argentina | Juan Carlos Ibáñez | 12    | Unión Española            |
| Bandera de Chile     | Ricardo Queraltó   | 12    | Unión Española            |
| Bandera de Chile     | Ronny Fernández    | 11    | Deportes Melipilla        |
| Bandera de Chile     | Marcos Rodríguez   | 11    | Unión San Felipe          |
| Bandera de Chile     | Rubén Martínez     | 10    | Cobresal                  |
| Bandera de Paraguay  | Adelio Salinas     | 10    | Deportes Ovalle           |
| Bandera de Uruguay   | Álvaro González    | 10    | Everton                   |
| Bandera de Chile     | Mauricio Torrico   | 10    | O'Higgins                 |

## Estadísticas
- El equipo con mayor cantidad de partidos ganados: Cobresal y O'Higgins 19 triunfos.
- El equipo con menor cantidad de partidos perdidos: Cobresal 3 derrotas.
- El equipo con menor cantidad de partidos ganados: Regional Atacama 3 triunfos.
- El equipo con mayor cantidad de partidos perdidos: Unión San Felipe, Ñublense y Regional Atacama 17 derrotas.
- El equipo con mayor cantidad de empates: Deportes Melipilla 13 empates.
- El equipo con menor cantidad de empates: Unión San Felipe y O'Higgins 2 empates.
- El equipo más goleador del torneo: Cobresal 79 goles a favor.
- El equipo más goleado del torneo: Unión San Felipe 65 goles en contra.
- El equipo menos goleado del torneo: Cobresal 22 goles en contra.
- El equipo menos goleador del torneo: Regional Atacama 23 goles a favor.
- Mejor diferencia de gol del torneo: Cobresal convirtió 57 goles más de los que recibió.
- Peor diferencia de gol del torneo: Regional Atacama recibió 27 goles más de los convirtió.
- Mayor goleada del torneo: Cobresal 8-1 Deportes Linares.